# (34092) 2000 PF11
2000 PF11 (asteroide 34092) é um asteroide da cintura principal. Possui uma excentricidade de 0.09295480 e uma inclinação de 11.88685º.
Este asteroide foi descoberto no dia 1 de agosto de 2000 por LINEAR em Socorro.